# قائمة المعادلات الفيزيائية
في الفيزياء، توجد معادلات في كل مجال لربط الكميات الفيزيائية ببعضها البعض وإجراء الحسابات. يمكن لكتيبات المعادلات الكاملة أن تلخص فقط معظم الموضوع الكامل، وإلا فهي متخصصة للغاية في مجال معين.

## النطاق العام
- قائمة الرموز المستخدمة في الفيزياء
- معادلة الاستمرارية
- معادلة تكوينية
- معادلة تعريفية (فيزياء)

## النطاق المحدد
- تحديد المعادلة (كيمياء فيزيائية) [الإنجليزية]
- قائمة المعادلات في الميكانيكا الكلاسيكية [الإنجليزية]
- جدول معادلات الديناميكية الحرارية [الإنجليزية]
- قائمة المعادلات في نظرية الموجة [الإنجليزية]
- قائمة المعادلات النسبية
- قائمة المعادلات في ميكانيكا الموائع [الإنجليزية]
- قائمة المعادلات الكهرومغناطيسية [الإنجليزية]
- قائمة المعادلات في الجاذبية [الإنجليزية]
- قائمة معادلات البصريات
- قائمة المعادلات في ميكانيكا الكم [الإنجليزية]
- قائمة المعادلات في الفيزياء النووية والجسيمات [الإنجليزية]

## الوحدات والتسميات
- ثابت فيزيائي
- كمية فيزيائية
- نظام الوحدات الدولي
- وحدة دولية مشتقة
- وحدة كهرومغناطيسية
- قائمة الرموز المستخدمة في الفيزياء

## وصلات خارجية
- جداول صيغ الفيزياء من ويكي الجامعة. (بالإنجليزية)
- الإحداثيات الكروية من موقع ماثوورلد. (بالإنجليزية)